# Rude Awakening (televisieserie)
Rude Awakening is een Amerikaanse komische dramaserie die oorspronkelijk werd uitgezonden van 1 augustus 1998 tot en met 15 februari 2001. Er bestaan 55 afleveringen van 22 minuten per stuk, verdeeld over drie seizoenen. De serie werd uitgezonden zonder begeleidende lachband.
De lichtafdeling van Rude Awakening werd in 1999 genomineerd voor een Emmy Award.

## Uitgangspunt
Billie Frank (Sherilyn Fenn) is een oud-soapactrice die aan de drank is geraakt en ook seksueel dwangmatige neigingen vertoont. Werkloos probeert ze van de alcohol af te blijven en schrijfster te worden, maar erg gemakkelijk gaat het haar niet af. Ze raakt bevriend met koffiehuiseigenaar Dave Parelli (Jonathan Penner), die ook een drankverslaving achter de rug heeft en samen met haar naar bijeenkomsten van de Anonieme Alcoholisten gaat.

## Rolverdeling
*Incompleet
- Sherilyn Fenn - Billie Frank
- Jonathan Penner - Dave Parelli
- Lynn Redgrave - Trudy Frank
- Rain Pryor - Jackie Garcia (1998-1999)
- Roger E. Mosley - Milton 'Milt' Johnson (1999-2000)
- Mario Van Peebles - Marcus Adams (2000-2001)
- Taylor Dayne - Maureen (zeven afleveringen)
- Tim Curry - Martin Crisp (zes afleveringen)
- Roger Daltrey - Nobby Clegg (zes afleveringen)
- Beverly D'Angelo - Sidney 'Syd' Gibson (vier afleveringen)
- Salli Richardson-Whitfield - Nancy Adams (drie afleveringen)
- Jennifer Coolidge - Sue (twee afleveringen)
- Karen Black - Crystal Garcia (twee afleveringen)
- Michelle Phillips - Vivian  (twee afleveringen)